# Cu duzina e mai ieftin!
Cu duzina e mai ieftin! (titlu original: Cheaper by the Dozen) este un film american din 2003 regizat de Shawn Levy. Rolurile principale au fost interpretate de actorii Steve Martin, Bonnie Hunt și Piper Perabo. Este un remake al filmului cu același nume din 1950, bazat pe romanul semi-biografic omonim din 1948 al lui Frank Bunker Gilbreth Jr. și Ernestine Gilbreth Carey, sora sa. 
Filmul a fost lansat la 25 decembrie 2003 de 20th Century Fox și a încasat 190 de milioane de dolari americani în întreaga lume, la un buget de 40 de milioane de dolari americani. Rotten Tomatoes a criticat filmul pentru lipsa sa de umor. O continuare, Cu duzina e mai ieftin 2 - Războiul taților, a fost lansată în 2005. Un alt remake a fost lansat în 2022 pe Disney+.

## Distribuție

### Familia Baker
- Steve Martin - Tom Baker, patriarhul familiei Baker
- Bonnie Hunt - Kate Baker, matriarha familiei Baker și naratoarea filmului
- Piper Perabo - Nora Baker, cel mai mare copil Baker
- Tom Welling - Charlie Baker, al doilea copil Baker
- Hilary Duff - Lorraine Baker, al treilea copil Baker
- Kevin G. Schmidt - Henry Baker, al patrulea copil Baker
- Alyson Stoner - Sarah Baker, al cincilea copil Baker
- Jacob Smith - Jake Baker, al șaselea copil Baker
- Forrest Landis - Mark Baker, al șaptelea copil Baker
- Liliana Mumy și Morgan York - Jessica și Kim Baker, al optulea și al nouălea copii Baker și sunt fete gemene
- Blake Woodruff - Mike Baker, al zecelea copil Baker
- Brent și Shane Kinsman - Kyle și Nigel Baker, cei mai mici copii Baker și sunt gemeni identici

### Altele
- Paula Marshall și Alan Ruck - Tina și Bill Shenk, noii vecini ai familiei Baker
- Steven Anthony Lawrence - Dylan Shenk, fiul lui Tina și Bill
- Richard Jenkins - Shake McGuire, colegul și prietenul lui Tom
- Ashton Kutcher - Hank, iubitul leneș al Norei  și care urăște copiii (nemenționat)
- Vanessa Bell Calloway - Diana Phillips
- Tiffany Dupont - Beth, iubita lui Charlie
- Cody Linley - Quinn
- Jared Padalecki - un bătăuș fără nume (cameo, nemenționat)
- Joel McCrary - Gil
- Dax Shepard - Membru al echipajului camerei
- Regis Philbin - el însuși
- Kelly Ripa - ea însăși
- Wayne Knight - Electrician (cameo, nemenționat)
- Amy Hill - domnișoara Hozzie, educatoarea lui Kyle și Nigel